# La Plazuela
La Plazuela ist eine Ortschaft im Departamento La Paz im südamerikanischen Anden-Staat Bolivien.

## Lage im Nahraum
La Plazuela ist viertgrößte Ortschaft im Municipio Irupana in der Provinz Sud Yungas. Die Ortschaft liegt auf einer Höhe von 1209 m in einem linken, nördlichen Seitental des Río de la Paz, einem Zufluss zum Río Beni.

## Geographie
La Plazuela liegt in den bolivianischen Yungas am Ostabhang des Hochgebirgsrückens der Cordillera Real. Das Klima ist ein typisches Tageszeitenklima, bei dem die mittlere Schwankung der Tagestemperaturen deutlicher ausfällt als die jahreszeitlichen Schwankungen.
Die mittlere Durchschnittstemperatur der Region liegt bei 21 °C (siehe Klimadiagramm Chulumani), die mittleren Monatswerte schwanken nur unwesentlich zwischen 18 °C im Juli und 22 °C im Dezember. Der Jahresniederschlag beträgt etwa 1150 mm, die Monatsniederschläge liegen zwischen etwa 20 mm in den Monaten Juni und Juli und mehr als 150 mm von Dezember bis Februar.

## Verkehrsnetz
La Plazuela liegt in einer Entfernung von 175 Straßenkilometern östlich von La Paz, der Hauptstadt des gleichnamigen Departamentos.
Von La Paz führt die asphaltierte Nationalstraße Ruta 3 in nordöstlicher Richtung 60 Kilometer bis Unduavi, von dort zweigt die unbefestigte Ruta 25 in südöstlicher Richtung ab und führt über Chulumani, Ocobaya und Irupana in das Tal des Río de la Paz, wo sie nach 115 Kilometern La Plazuela erreicht. Von dort führt sie weiter über die Ortschaften Cajuata, Inquisivi und Independencia (Ayopaya) nach Vinto, wo sie auf die Ruta 4 nach Cochabamba trifft.

## Bevölkerung
Die Einwohnerzahl von La Plazuela ist in den vergangenen beiden Jahrzehnten um etwa ein Fünftel zurückgegangen:
| Jahr | Einwohner | Quelle       |
| ---- | --------- | ------------ |
| 1992 | 320       | Volkszählung |
| 2001 | 275       | Volkszählung |
| 2012 | 251       | Volkszählung |
| 2024 |           | Volkszählung |

Die Region weist einen hohen Anteil von indigener Aymara-Bevölkerung auf, im Municipio Irupana sprechen 56,4 Prozent der Bevölkerung die Aymara-Sprache.